# حلقات تشاريكلو

تقديم فني لحلقات تشاريكلو.

الكوكب الصغير والقنطور 10199 Chariklo، الذي يبلغ قطره حوالي 250 كيلومترًا (160 ميلًا)، هو أصغر جرم سماوي بحلقات مؤكدة وهو خامس جرم سماوي حلقي تم اكتشافه في النظام الشمسي، بعد عمالقة الغاز وعمالقة الجليد. المدار تشاريكلو هو نظام حلقي لامع يتكون من شريطين ضيقين وكثيفين، بعرض 6-7 كم (4 ميل) و2-4 كم (2 ميل)، تفصل بينهما فجوة 9 كيلومترات (6 ميل). تدور الحلقات على مسافات تبلغ حوالي 400 كيلومتر (250 ميل) من مركز تشاريكلو، أي جزء من ألف من المسافة بين الأرض والقمر. تم الاكتشاف بواسطة فريق من علماء الفلك باستخدام عشرة تلسكوبات في مواقع مختلفة في الأرجنتين والبرازيل وتشيلي في أمريكا الجنوبية أثناء مراقبة تحجب نجمي في 3 يونيو 2013، وتم الإعلان عنه في 26 مارس 2014.